# کنت الاف
کنت الاف (به انگلیسی: Count Olaf) یکی از شخصیت‌های اصلی مجموعه کتاب‌های مجموعه حوادث ناگوار نوشته لمونی اسنیکت است.
یک بازیگر شکست خورده (اگرچه او ادعا می‌کرد که برای جوایز اصلی بازیگری در نظر گرفته شده‌است) که به دنبال ثروت بودلرها است، کنت اولاف و گروه بازیگری‌اش با عزم جدی بچه‌های بودلر را دنبال می‌کنند تا ثروت آنها را به دست آورند و آنها را بکشند. او به خاطر یک ابروی به هم چسبیده یکسره،
چشمان خشمگین، کت و شلوار بلند و کثیف لکه دار و خالکوبی یک چشم روی مچ پای چپش شناخته شده است.
او زمانی بخشی از سازمان مخفی وی‌اف‌دی (اداره آتش‌نشانان داوطلب) بود قبل از اینکه به ایجاد شکافی کمک کند که اعضای آن را از هم جدا کرد. او به گروه آتش افروز این سازمان پیوست و در عطش برای نابودی سازمان و گرفتن انتقام از همرزمان سابقش، در میان جنایات متعدد دیگر، مرتکب طیف گسترده ای از آتش سوزی‌ها شد.

## پیشینه
در لمونی اسنیکت: زندگی‌نامه تأییدنشده در نامه‌ای که سالی سیبالد به لمونی اسنیکت می‌نویسد عکسی می‌گذارد از پشت صحنه فیلم زامبی‌ها در برف که برادرش گستاو سیبالد ساخته. در این عکس سه بازیگر را می‌بینیم که زودتر از همه توجه ما را به خودش جلب می‌کند. او جوانی است که سالی می‌گوید اسمش یادش نیست ولی او را «امار» معرفی می‌کند.
در شروع ناگوار کنت الاف از بچگی خودش می‌گوید. می‌گوید که در کودکی عاشق تمشک بوده و اسنیکت می‌نویسد که ویولت به هیچ وجه نمی‌تواند کودکی الاف را تصور کند.
در مدرسه سختگیر وقتی که بودلرها با کواگمایرزها آشنا می‌شوند متوجه می‌شوند که مردی بسیار شبیه به کنت الاف خانه آن‌ها را آتش زده‌است.
در سیرک مرگبار کنت الاف خطاب به مادام لولو می‌گوید که آیا دوست دارد داستان وارد شدن به حرفه بازیگری الاف را بشنود. و بعد تعریف می‌کند که یک کارگردان جوان و تازه‌کار می‌خواست یک فیلم بسازد و الاف را انتخاب کرد چون در مدرسه او باهوش‌ترین و خوش‌تیپ‌ترین شاگرد بوده‌است.(در اینجا مقصود از کارگردان جوان گستاو سیبالد و مقصود از فیلم زامبی‌ها در برف است).
در همین کتاب وقتی الاف وارد چادر مادام لولو می‌شود یک نقشه می‌بیند یک لکه قهوه تصادفاً روش ریخته.الاف می‌خندد و می‌گوید که این یک کد محرمانه متعلق به گروه وی‌اف‌دی است که او در گذشته یاد گرفته و برای علامتگذاری مکان‌های خاص است.
در آبشار یخ‌زده دو زن صورت سفید پودر زده از گروه کنت الاف جدا می‌شوند. آن‌ها که از جنایت‌ها به تنگ آمده‌اند از الاف می‌پرسند که از کجا معلوم الاف خانه آن‌ها را هم آتش نزده است؟
در غار غم‌انگیز هنگامی که کنت الاف فیونا ویدرشینز را می‌بیند می‌گوید که از آخرین باری که او را دیده سال‌ها گذشته و آن موقع هم می‌خواست داخل گهواره او پونز بریزد.
در خطر ماقبل آخر از زبان خود کنت الاف می‌شنویم که خود او هم یتیم است. در فصل اول کتاب کیت به بودلرها می‌گوید که مادرشان در یک تئاتر مخصوص یک جعبه دارت سمی به او داده و در فصل ۱۲ کتاب الاف به بچه‌ها می‌گوید که سلاحی که پدر و مادر او را کشته دارت سمی بوده است.
در  پایان کنت الاف در حالی که زخمی بود عشقش کیت اسنیکت را در جزیره پایان برد و او را از بالای مکعب کتاب نجات داد. بعد از خواندن یک شعر عاشقانه و در حالی که همه چیزش را از دست داده بود سر انجام از خون‌ریزی در گذشت.

## تغییر قیافه‌
بودلرها ترسیدند. اما نه برای وسایل. چیزی که از همه ترسناکتر بود تعداد خیلی زیاد وسایل تغییر قیافه کنت الاف بود. به نظر می‌آید اگر کنت الاف تا ابد هم بخواهد تغییر قیافه بدهد لباس کم نیارد و هر بار با سرووضع جدیدی به سراغشان بیاید.

سیرک مرگبار، لمونی اسنیکت
- آل فانکوت (نمایشنامه نویس) - استفاده از نام - کتاب اول
- دکتر استفانو (دستیار دکتر مونتگمری) - کتاب دوم
- کاپیتان جولیو شام (دریانورد) - کتاب سوم
- شرلی (منشی) - کتاب چهارم
- مربی چنگیز (مربی ورزش) - کتاب پنجم
- گونتر (مسئول حراج) - کتاب ششم
- کاراگاه دوپین - کتاب هفتم
- ماتاتیاس (رئیس بیمارستان) - کتاب هشتم

- کیت اسنیکت (خواهر لمونی اسنیکت) - پایان|کتاب سیزدهم

## در رسانه‌
در سال ۲۰۰۴ فیلم سرگذشت ناگوار، داستان‌های لمونی اسنیکت با اقتباس از سه کتاب اول ساخته شد که در آن فیلم جیم کری نقش کنت الاف ایفا کرد.
در سال‌ ۲۰۱۷–۲۰۱۹ سریال مجموعه حوادث ناگوار در سه فصل با اقتباس از هر ۱۳ کتاب ساخته شد و نیل پاتریک هریس نقش کنت الاف را بازی کرد.